# 柾木政宗
柾木 政宗（まさき まさむね、1981年 - ）は、日本の小説家、推理作家。埼玉県川越市在住。ワセダミステリクラブ出身。
2017年、『NO推理、NO探偵?』で第53回メフィスト賞を受賞し、デビュー。

## 作品リスト

### 単著

#### 女子高生探偵 アイ&ユウシリーズ
- 『NO推理、NO探偵？』（2017年9月、講談社ノベルス）
  - 【改題】『NO推理、NO探偵？ 謎、解いてます！』（2024年8月、講談社文庫）
- 『ネタバレ厳禁症候群 〜So signs can't be missed!〜』（2019年8月、講談社タイガ）

#### 朝比奈うさぎシリーズ
- 『朝比奈うさぎの謎解き錬愛術』（2018年11月、新潮文庫nex）
- 『朝比奈うさぎは報・恋・想で推理する』（2019年11月、新潮文庫nex）

#### その他
- 『困ったときは再起動しましょう 社内ヘルプデスク・蜜石莉名の事件チケット』（2021年9月、講談社）
  - 【改題】『まず、再起動。 ITサポート・蜜石莉名の謎解きファイル』（2025年4月、講談社文庫）
- 『まだ出会っていないあなたへ』（2023年2月、講談社）
- 『歌舞伎町の終活屋 伝説のホストが人生をお見送り』（2024年4月、講談社）
- 『食刻』（2025年3月、講談社）

### アンソロジー（収録）
「」内が柾木政宗の作品。
- 『黒猫を飼い始めた』（2023年2月、講談社 / 2025年2月、講談社文庫）「メイにまっしぐら」
- 『嘘をついたのは、初めてだった』（2023年11月、講談社）「盛ってるで……」
- 『だから捨ててと言ったのに』（2025年1月、講談社）「切れたミサンガ」
- 『新しい法律ができた』（2025年5月、講談社）「ありがとう、虎太郎」

### 雑誌等掲載作品
- 「メイにまっしぐら」（2022年4月4日、講談社「Mephisto Readers Club」）
- 「盛ってるで……」（2022年、講談社「Mephisto Readers Club」）
- 「切れたミサンガ」（2024年7月8日、講談社「Mephisto Readers Club」）
- 「ありがとう、虎太郎」（2025年1月14日、講談社「Mephisto Readers Club」）